# Barthélemy Faujas de Saint-Fond
Barthélemy Faujas de Saint-Fond (Montelaimar, 17 de maig de 1741 – 18 de juliol de 1819), va ser un geòleg francès. Es va formar al col·legi dels jesuïtes de Lió; més tard anà a Grenoble on estudià Dret i va ser admès com advocat al parlament.
Més tard es dedicà a la geologia visitant i va visitar les zones muntanyenques dels Alps i del Massís Central.
L'any 1775 a Velay va descobrir un ric dipòsit de pozzolana. L'any 1776 va establir relació amb Buffon i aquest l'invità a París, Faujas va passar a ser ajudant naturalista del Jardí Reial de les Plantes Medicinals i més tard va ser comissionat per les mines.

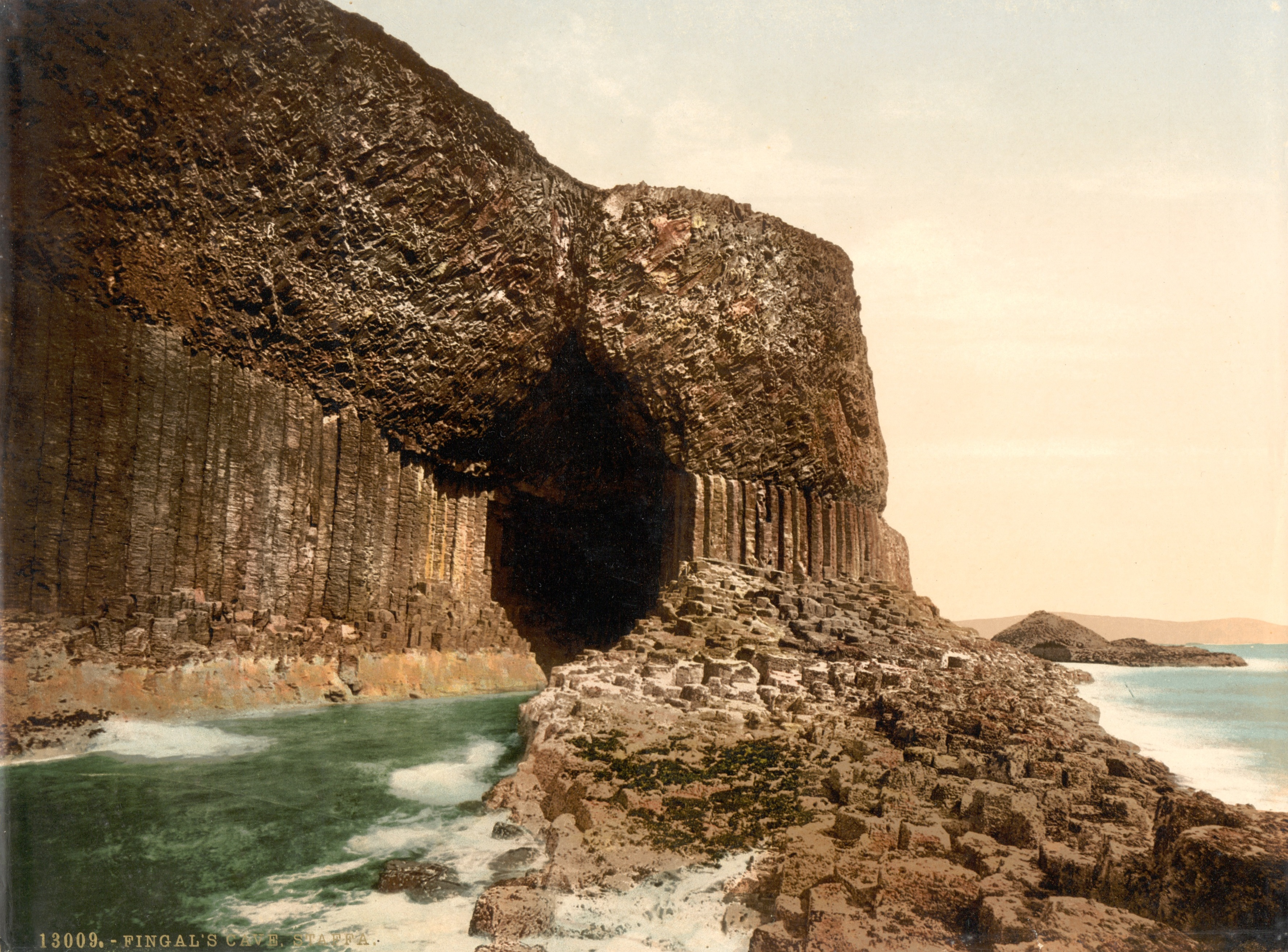
Cova de Fingal cap al 1900.

Un dels seus treballs més importants va ser Recherches sur les volcans éteints du Vivarais et du Velay, (1778) al qual presenta una teoria sobre l'origen dels volcans. Va ser el primer a reconèixer l'origen volcànic de les columnes de basalt de la Cova de Fingal, a Staffa.
Amb la Revolució Francesa, el 1793 el Jardí Reial de les Plantes Medicinals va ser reconvertit en el Museu Nacional d'Història Natural de França i Faujas de Saint-Fond va ser nomenat el primer professor de geologia del museu.
Faujas es va interessar pels experiments dels globus dels germans Montgolfier. Publicà la Description des expériences de la machine aérostatique de MM. Montgolfier, &c. (1783, 1784).

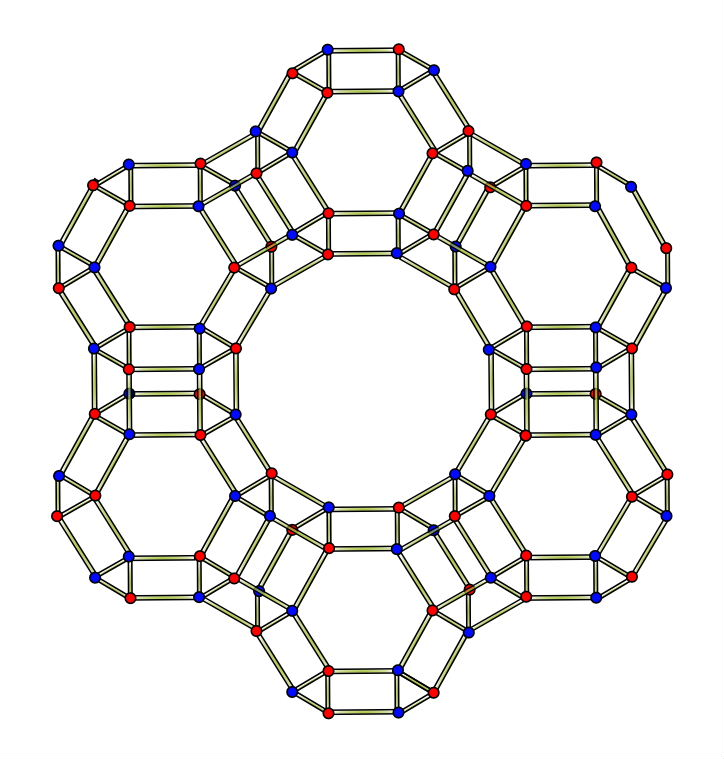
Estructura de la Faujasita

Hom anomenà el mineral faujasita en honor seu.